# 卢卡·蒙卡达
卢卡·蒙卡达（義大利語：Luca Moncada，1978年4月3日—），意大利男子赛艇运动员。他曾代表意大利参加世界赛艇锦标赛，获得六枚金牌，均来自男子轻量级四人双桨项目。